# Souk El Had (Boumerdès)
Pour les articles homonymes, voir Souk El Had.
Souk El Had (سوق الأحد en arabe, Tizi Naïth Aïcha en kabyle, transcrit ⵜⵉⵣⵉ ⵏ ⴰⵜⵀ ⴰ̆ⵉⵛⴰ en Tifinagh ; Souk El Haad pendant la colonisation française) est une commune de la wilaya de Boumerdès, dans la daïra de Thénia, en Algérie.

## Géographie
| Thénia      | Thénia      | Si-Mustapha |
| Tidjelabine | Souk El Had | Issers      |
| Beni Amrane | Beni Amrane | Beni Amrane |

## Toponymie
Le nom signifie « marché du dimanche », composé de l'arabe: Souk (marché), et Had ou Haad (dimanche).

## Histoire
Avant l'indépendance de l'Algérie le 5 juillet 1962:
|     | Prénoms et Noms | Début du Mandat | Fin du Mandat |
| 1er | Girod           | 1875            | 1878          |

Après l'indépendance de l'Algérie le 5 juillet 1962:
|     | Prénoms et Noms   | Début du Mandat  | Fin du Mandat    |
| 1er | Mohamed Ifri      | 5 juillet 1962   | 5 février 1967   |
| 2d  | Moussa Ambar      | 5 février 1967   | 2 juillet 1974   |
| 3e  | Boualem Ifri      | 2 juillet 1974   | 1976             |
| 4e  | Boualem Ifri      | 1976             | 16 décembre 1979 |
| 5e  | Mohamed Arar      | 16 décembre 1979 | 7 février 1984   |
| 6e  | Hamid Chabi       | 7 février 1984   | 12 juin 1990     |
| 7e  | Mohamed Rouis     | 12 juin 1990     | 29 mars 1992     |
| 8e  | Abdelaziz Boudali | 29 mars 1992     | 1993             |
| 9e  | Rabah Amraoui     | 1993             | 1994             |
| 10e | Nacer Aouinine    | 1994             | 1995             |
| 11e | Nacer Aouinine    | 1995             | 23 octobre 1997  |
| 12e | Nacer Aouinine    | 23 octobre 1997  | 10 octobre 2002  |
| 13e | Nacer Aouinine    | 10 octobre 2002  | 29 novembre 2007 |
| 14e | Ali Fazez         | 29 novembre 2007 | 29 novembre 2012 |
| 15e | Boualem Goumetre  | 29 novembre 2012 | 2017             |

## Religion

### Mosquées
La commune Souk El Had abrite plusieurs mosquées. Ces mosquées sont administrées par la Direction des affaires religieuses et des wakfs de Boumerdès sous la tutelle du Ministère des Affaires religieuses et des Wakfs.
- Mosquée En Nasr

### Cimetières musulmans
- Cimetière de Souk El Had (Djebana El Kolla)

## Personnalités
- Mohamed Deriche